# Kupiuka overalli
Kupiuka overalli – gatunek pająka z rodziny skakunowatych i podrodziny Heliophaninae.

## Taksonomia
Gatunek ten opisany został po raz pierwszy w 2010 roku przez Gustava R.S. Ruiza na łamach „Zootaxa”. Jako lokalizację typową wskazano Rio Tocantins w gminie Rio Bagagem w brazylijskim stanie Pará. Epitet gatunkowy nadano na cześć W.L. Overalla, który odłowił materiał typowy.

## Morfologia
Holotypowy samiec ma ciało długości 3 mm przy karapaksie długości 1,45 mm, szerokości 0,92 mm i wysokości 0,5 mm. Karapaks jest ciemnobrązowy z wąskim paskiem białych łusek na brzegach, krótkim i wąskim, pośrodkowym, podłużnym paskiem z białych łusek za jamką oraz białymi paskami poprzecznymi ciągnącymi się od oczu tylnych do krawędzi nad biodrami drugiej pary. Bardzo niski nadustek porastają białe łuski. Barwa szczękoczułków jest ciemnobrązowa, a zaokrąglonych szczęki, wargi dolnej i sternum jasnobrązowa. Nogogłaszczki i odnóża są jasnobrązowe. Kolejność par odnóży od najdłuższej do najkrótszej to IV, I, III, II. Kolor opistosomy (odwłoka) jest z wierzchu ciemnobrązowy z trzema parami jasnych łat bo bokach i rozjaśnieniem pośrodkowym nad wzgórkiem analnym, a od spodu kremowy. Kądziołki przędne są ciemnobrązowo ubarwione.
Nogogłaszczki samca mają długą apofizę retrolateralną goleni z wystającą od strony brzusznej podstawą, zaokrąglone tegulum z szeregiem guzków oraz bardzo długi embolus wyrastający w tylno-bocznej części tegoż.

## Rozprzestrzenienie
Gatunek neotropikalny, południowoamerykański, endemiczny dla stanu Pará w Brazylii.